# 無知に訴える論証
無知に訴える論証（むちにうったえるろんしょう、羅: argumentum ad ignorantiam）または無知に基づいた論証（英: argument from ignorance）とは、前提がこれまで偽と証明されていないことを根拠に真であることを主張する、あるいは前提が真と証明されていないことを根拠に偽であることを主張する誤謬である。他にも英語では、argument by lack of imagination、appeal to ignorance、negative evidence（消極的証拠）などともいう。
個人的懐疑に基づいた論証（argument from personal incredulity）は、ある前提を「個人的に」疑問に感じたことを理由としてその前提が偽であると表明すること、あるいは逆にある前提を好ましいと感じたことを理由として真であると表明することをいう。
いずれの論証も次のような構造を共有する。すなわち、ある見方に証拠がないことを理由として、別の見方が真であることの証拠とする。本項目で解説する誤謬は背理法とは異なることに注意が必要である。背理法は、前提が偽であることを証明するために「Aであり、かつAでない」という形式の妥当な論理的矛盾を導き出すものである。

## 概要
「無知に基づいた論証」や「個人的懐疑に基づいた論証」では、話者はある事柄が偽または信じがたい、あるいは「個人的に」明白とは言えないと感じ、そのような知識の隙間を「証拠」として自身の選択した別の見方が好ましいとする。このような誤謬の例は次のような書き出しの文章によく見られる。すなわち、"It is hard to see how...,"（どのように……となるかを理解するのは難しいが、……）、"I cannot understand how...,"（私にはどうして……なのかは理解できないが、……）、"it is obvious that..."（……は明らかである。「明らか」という言葉が前提ではなく結論にかかっている場合）。

### 無知に基づいた論証
無知に基づいた論証の典型的な2つの形式はどちらも誤謬であり、次の2つに還元できる。
- ある事が今のところ説明されていないか、あるいは理解や説明が十分ではない。したがって、それは真ではない（に違いない）。
- この仮説には証拠が欠如しているので、もう一方の仮説が証明されたと見なせる。

### 個人的懐疑に基づいた論証
個人的懐疑に基づいた論証には次のような2つの典型的形式がある。
- 「そんなことが可能とは信じられない。だから真ではないに違いない」（この人物は、ある命題が真であると納得できないから、あるいは自身が好ましいと思う観点を支持しない証拠を信じられないから、その命題は間違っていると主張している）
- 「人々はそんなことを言っていない。私が言ったことに同意しているのだ」（この人物は、「一般大衆」が自身の考えに同意していて、別の考えの根拠を与えているのではないから、その命題は不正確だと主張している）これは衆人に訴える論証でもある。

個人的懐疑に基づいた論証が無知に基づいた論証と同じとなるのは、あるシナリオが不可能だという個人的信念だけを証拠として、別のシナリオが真であると主張する場合である（すなわち、その別のシナリオには他に特に根拠はない）。
極めて一般的に、個人的懐疑に基づく論証には、好ましい結論へと意見を導く何らかの証拠を伴う。この場合でも、その証拠が個人的懐疑に基づく度合いによっては論理的誤謬となる。その場合、好ましい結論へと誘導するような個人的バイアスがかかっていることが考えられる。

### 消極的証拠
関連する概念として消極的証拠 (negative evidence) がある。生物や言語を分類する分岐学ではこれが一般に問題となる。ある集団の2つのメンバーが特徴を共有していて、もう1つにはその特徴がない場合、前者2つが下位の集団を形成し、残る1つはその集団から除外されるとする。しかし、前者2つの特徴が新たに獲得されたものだという証拠がなければ、3つめが祖先の特徴を失ったという考え方を否定できず、特徴の有無だけでそのような分類をすることはできない。2つの考え方を図示すると以下のようになる。
| 特徴の獲得 | \| \| A \| \| \| \| \| \| B \| \| \| \| |
|            | \| \| A \| \| \| \| \| \| B \| \| \| \| |
|            | C                                       |
|            |                                         |
|            | A                                       |
|            |                                         |
|            | B                                       |
|            |                                         |

|  | A |
|  |   |
|  | B |
|  |   |

|            | A                                                    |
|            |                                                      |
|            | \| \| B \| \| \| \| \| 特徴の喪失 \| C \| \| \| C \| |
|            |                                                      |
|            | B                                                    |
|            |                                                      |
| 特徴の喪失 | C                                                    |
|            | C                                                    |

|            | B |
|            |   |
| 特徴の喪失 | C |
|            | C |

例えば、南中国から東南アジアに分布するタイ・カダイ語族の分類では、Tai、Kra、Kam–Sui、Hlai という4つの明確な分岐がある（ここでは話を単純化するために意図的に Be を除いてある）。従来、Kam-Sui と Tai は語彙の多くが共通するということで同系統に分類されてきた。この語彙が語族の中でこれらを単系統群とする派生形質かどうかは議論されてきた。しかし、これは他の分岐にその語彙がないという「消極的証拠」であり、元々はタイ・カダイ語族に共通の語彙であって、Kra と Hlai でそれが失われたという可能性もある。実際、形態学的証拠からは Tai は Hlai に近く、Kam-Sui は Kra に近いことが示されており、語彙の消極的証拠とは異なっている。
最近ではあまり使われない表形分類学はこの種の誤りに陥りやすい。分岐学とは異なり、特徴の進化的歴史を評価することで関係を決定し、祖先形質と子孫形質は同一に扱われる。したがって、表形分類学の仮説は証拠の量にのみ頼っている。タイ・カダイ語族の分岐学的分析では、（量的には少ない）形態学的な強い証拠を使い、量が豊富な語彙的な証拠が祖先形質の保持によるものだと明らかにできる。一方、表形分類学的分析では、語彙的な証拠の量に圧倒される。

### 証明責任
無知に訴える論証の重要な観点の1つとして、証明責任の確立がある。これについては後の法律の節で論じるが、証明責任の確立は法律以外の分野でも重要である。あらゆる論理は仮定（公理的文、公理参照）に基づいている。そして仮定は証明不能であり、常に真と見なされる。

## 帰納的用法
帰納的用法とは、仮説、原則、科学理論、普遍則をより広く一般化すべく論証を拡張することである。無知に訴える論証をそのような帰納的用法に使うことは誤謬と見なされることが多い。特に学術論文ではその傾向が強く、前提と経験主義的基盤には厳密さが要求される。
しかし、存在が推測される肯定的証拠があり、公平な注意深い調査によってもその証拠が見つからない場合、そのような証拠は存在しないと推測することが適切な場合もある（ただし、これは演繹的証明ではなく、帰納的示唆である）。あるいは、例えば「空は青い」というような人々が合意すると推測することが妥当な前提なら、それをサポートする証拠を提示する必要はないと判断することもある。ただし、このような考え方は認識論の基礎付け主義とも絡み合い、今も議論の的となっている。

### 解説
Irving Copi は次のように書いている。
「無知に訴える論証は、前提が偽と証明されていないことだけに基づいてそれを真と主張する、あるいは真と証明されていないことに基づいて偽と主張するものである」
さらに、次のように付け加えている。
「この点で制限を設けるべきである。状況によっては、ある事象が起きたのなら、その証拠を適当な調査者が発見できることは安全に仮定できる。そのような状況では、調査しても事象の発生を証明できないなら、それを発生しなかったことの肯定的証拠とすることは完全に正当である」(Copi 1953)
これに更に第3の場合、話者が逆の場合を想定できないことを理由としてそれを真または偽とする論証を追加することができる。このような「想像力の欠如による論証」は、「（私には想像できないので）Yは不合理だ。したがって、真実ではないに違いない」とか、「どうして……となるのかは難しい（私には想像できない）」といった形式で表現され、しばしば論理的に妥当な論証である背理法と混同される。背理法は、「Xから論理的に証明不可能な（不合理な）結論が導かれる。したがってXは偽に違いない」という形式である。背理法ではXを受け入れると矛盾が生じることを示す必要がある（例えば、「Xではない」とか別の命題Yについて「Yであり、かつYでない」など）。無知に基づいた論証では、話者は「XであればYではない」と主張し、Yが真だと（証明できないが）信じているのであって、矛盾が証明されているわけではない。
Copi の主張は、この「XであればYではない」の Y の条件に関するもので、Yが正しいとする話者の確率的評価にはなんらかの重みがある場合もあるというものである。例えば、命題Xは「この男が撃った」で、命題Yが「銃弾が現場に存在しない」だとすると、Yを主張する人の資格は考慮されてしかるべきである。死体を調べた検死官にはこのような結論を述べる資格があると思われるが、単なる証人にはおそらく資格はない。
個人的懐疑に基づく論証もよく似ており、「私はXを信じる/理解することができないので、それは偽に違いない」という形式である。

## 例
英国国教会の主教 Hugh Montefiore は著書 Probability of God の中で、ダーウィンの進化論への疑いを次のような文で表明した。
「ホッキョクグマが北極圏の食物連鎖の頂点にいるなら、カモフラージュのために白い毛皮に進化する必要はないように思われる」
これに対して、リチャード・ドーキンスは著書『ブラインド・ウォッチメイカー-自然淘汰は偶然か?』の中で、黒いホッキョクグマが北極圏の白い風景の中でアザラシに忍び寄る様を想像してみれば、なぜ白い毛皮に進化したかが分かるだろうと書いている。この場合の無知は、身を守るためのカモフラージュ以外の目的を考えなかったことである。

## 法律
ローマ法に起源を持つ刑事法体系では無罪推定の原則の概念があり、告発した側が被告が犯罪を犯したことを証明する責任を負っている。論理においては無罪の証拠がないことを有罪の証拠と推定することは論理的誤謬である（未知論証）。しかし論理上では、同様に有罪の証拠がないことをもって無実の証拠とすることもできない（未知論証）。刑事法廷では裁判を回避するわけにはいかず、判決を出さなければならない。そこで有罪を立証するための（ないしは無罪を立証するための）適正な証拠が必要とされ、そのさい発生する当事者一方（検察側）の不利益が立証責任である。このさいいずれの立証にも信頼できる点がない場合の教義が「無罪推定の原則」となる。
法廷では無罪と判決された場合でも、論理上では無罪かどうかはあきらかではない。そのため、西洋では有罪でない場合に "innocent" とは言わず "not guilty" と言う。スコットランドでは、陪審員が評決で "not proven" とする場合もある。
例えば、次のような主張を考えてみよう。
- 私には、PさんがYという犯罪を犯さずにXという行為を行った方法が想像できない（scenarioA）。だから、PさんはYという犯罪を犯しているに違いない(scenarioB）。

単に A というシナリオが実際に起きたと想像できないからといって、その人が考えるシナリオ B が正しいとは限らない。この例の人は、単に他のシナリオを想像することができないという理由で、特に証拠もないのに結論に飛びついている。
同じ論理は民事法にも適用できるが、証明責任のあり方は異なる。

## 科学
説明できない現象が存在することは、科学理論が全てを説明し予測できるようなモデルを提供していないことを意味する。例えば、光を波動と捉えると光電効果を説明できないが、二重スリット実験の結果は説明できる。ただし、量子力学は両方の現象を説明することができる。
ある現象を現代の科学で説明できないからといって、将来も説明できないとは言えないし、ましてや科学的に説明できない現象を神による超常現象と主張することは論理的に間違いである。このような論法を隙間の神論ともいう。
ただし、ある理論が関連する現象を全て説明できるからといって、その理論が正しいとみなすことも論理的には間違いである。常に未知の反例が存在する可能性があるため、既知の反例がないことは理論の正しさの証明にはならない。例えば、ビッグバンは今のところ全ての現象を一貫して説明している。しかし、そのことで宇宙がビッグバンによって生まれたことを完全に証明しているわけではない。